# Aeroportul Toccoa
Aeroportul Toccoa (IATA: TOC, ICAO: KTOC, FAA LID: TOC) este un aeroport din Georgia, Statele Unite ale Americii ce deservește zona Toccoa⁠(d). Aeroportul a fost tranzitat în 2019 de 8 pasageri. A fost numit după zona deservită.
Situat la o altitudine de 304 m, aeroportul dispune de 2 piste.

## Infrastructură

### Piste
Aeroportul dispune de 2 piste. Pista 03/21 are suprafața de asfalt și dimensiunile 5.008 picioare × 100 picioare. Pista 09/27 are suprafața de asfalt și dimensiunile 2.951 picioare × 50 picioare. 